# 九龍巴士83K線
九龍巴士83K線是香港新界沙田區的一條巴士路線，來往黃泥頭和沙田市中心，以循環線形式運作，途經牛皮沙、愉翠苑後依次途經大涌橋路(沙田第一城至河畔花園一段)、沙田市中心、瀝源及禾輋後經火炭路東行和一小段大涌橋路(僅沙田第一城一段)前往小瀝源路後原路折返。
九龍巴士83S線為83K線的特別班次，採用較直接的行車路線輔助主線服務，同時為沙角邨及田園閣的居民提供特快來往沙田市中心的接駁服務。
九龍巴士83P線前身為83S線的特別班次，現為83K線的特別班次，由黃泥頭單向開往禾輋，走線與83S線大致相同，但駛至沙燕橋後，途經源禾路、禾輋街及豐順街，並以禾輋巴士總站為終點。
83K路線是沙田區最長的路線之一，該路線經過此區的主要地段。

## 歷史
本線隨沙田小瀝源公共房屋於1989年中落成，並陸續入伙而開辦，是首條為該社區而設的公共交通路線。三星期後，服務小瀝源、牛皮沙和圓洲角臨時房屋區的80K線縮短至圓洲角巴士總站，來往沙田市中心及城門河兩岸的乘客須改用本線；而86線則由小瀝源延長至黃泥頭，兩線原位於廣善街和牛皮沙街交界的巴士總站被永久取消。因總站取消而受影響乘客，仍可使用駛經該處的本線和86線。
1990年開學日，本線因應客量需求增辦早上特別班次，直接利用沙田圍路來往黃泥頭與沙田市中心，並於翌年3月增設下午服務，省卻途經圓洲角、沙田第一城、富豪花園、麗豪酒店、瀝源邨及禾輋邨的時間，亦間接為來往小瀝源與沙田圍之間的乘客提供特快交通服務。該特別班次在1996年正式成為一條獨立運作的輔助路線，編號為83S。
1990年代中，圓洲角臨時房屋區拆卸後，本線祇服務人口已經穩定下來的廣源邨、廣林苑、康林苑及周邊村屋或寮屋，客量沒有明顯增減，在預見未來小瀝源一個大型私人屋苑帝堡城，會於1998年落成，接駁至市中心的交通需求有望增長，政府便引入專線小巴提供類似本線的服務，來往沙田市中心。從1997年起，本線便與專線小巴路線65A作正面競爭。
由廣源邨開往九龍城碼頭的83P線於2005年1月31日起停止服務，九巴推出八達通巴士轉乘計劃，向受影響乘客提供轉乘優惠。其中一項為乘客以同一張八達通卡先後繳付本線及85A線的車資，次程可獲得優惠。83P線的取消本以配合「馬鐵」通車重組路線，以及節省資源為前提，但為補償受影響乘客而設的巴士轉乘計劃，卻令他們有每天全日兼較便宜車資的巴士旅程。
前圓洲角臨時房屋區重建為居者有其屋屋苑愉翠苑，2000年代中期分階段落成後，本線沿途的發展可謂接近尾聲，雖然乘客多會選擇車費較便宜的公共交通工具（例如專線小巴65A），但本線及83S線仍有一定數量的捧場客。
為方便黃泥頭及廣源一帶居住的學生前往瀝源邨及禾輋邨一帶學校上課，由2017年9月20日起，83S線增設星期一至五一班早上特別班次，由黃泥頭開出至沙燕橋後，改經源禾路、禾輋街及豐順街，以禾輋巴士總站為終點站（不入沙田市中心巴士總站），但該特別班次其後於2020年2月6日，在未有正式通知下取消。 直至同年6月2日重新提供服務，並獲獨立編號為83P線。

### 年表
- 1989年6月9日：廣源邨落成及配合小瀝源發展，本線投入服務。
- 1990年9月1日：早上繁忙時間增設來往黃泥頭與沙田市中心的特別班次。
- 1991年3月1日：特別班次擴展服務至下午繁忙時間。
- 1996年4月29日：特別班次編號定為83S。
- 1998年9月28日：增設空調巴士服務，全程收費為$4.2，非空調巴士收費維持在$3。
- 2000年1月17日：全線採用空調巴士提供服務，全程收費為$3.7，並非標準收費$3.9，以跟小巴路線65A及65K競爭。
- 2005年1月31日：配合83P線（第一代）取消，本線增設與85A線的單向八達通巴士轉乘計劃。
- 2008年6月8日：九巴調整票價，本線全程收費增至$3.9。
- 2011年5月15日：九巴調整票價，本線全程收費增至$4.1。
- 2013年3月17日：九巴調整票價，本線全程收費增至$4.3。
- 2014年7月6日：九巴調整票價，本線全程收費增至$4.5。
- 2015年9月5日：增設到站時間預報。[3]
- 2015年9月12日：83K線往黃泥頭方向增設小瀝源路遊樂場分站[4]。
- 2017年9月20日：83S線增設逢星期一至五一班早上特別班次，由黃泥頭開出至沙燕橋後，改經源禾路、禾輋街及豐順街，以禾輋巴士總站為終點站（不入沙田市中心巴士總站）。
- 2020年6月2日：83S線之特別班次獲獨立編號為83P線[5]。
- 2022年9月1日：83K線增設特別班次，於星期一至五07:25由碩門邨開出，經源禾路前往沙田市中心。[6]
- 2022年9月5日：83K線由碩門邨開出往沙田市中心之特別班次增至兩班[7]。
- 2022年9月19日：83P線的班次增至兩班車[8]。
- 2023年1月16日：83P線頭班車延遲十分鐘開出

## 服務時間及班次
83K
| 黃泥頭開         | 黃泥頭開    | 黃泥頭開     |
| 日期             | 服務時間    | 班次（分鐘） |
| ---------------- | ----------- | ------------ |
| 星期一至五       | 05:45-07:00 | 15           |
| 星期一至五       | 07:12       |              |
| 星期一至五       | 07:25-10:45 | 20           |
| 星期一至五       | 10:45-11:45 | 15           |
| 星期一至五       | 11:45-15:00 | 12/13        |
| 星期一至五       | 15:00-16:20 | 16           |
| 星期一至五       | 16:20-17:45 | 17           |
| 星期一至五       | 17:45-22:25 | 20           |
| 星期一至五       | 22:25-00:05 | 25           |
| 星期六           | 05:45-08:45 | 20           |
| 星期六           | 08:45-10:00 | 15           |
| 星期六           | 10:00-11:00 | 12           |
| 星期六           | 11:00-12:00 | 15           |
| 星期六           | 12:00-15:00 | 12           |
| 星期六           | 15:00-17:00 | 15           |
| 星期六           | 17:00-18:00 | 12           |
| 星期六           | 18:00-19:00 | 15           |
| 星期六           | 19:00-22:00 | 20           |
| 星期六           | 22:00-00:05 | 25           |
| 星期日及公眾假期 | 05:45-08:45 | 20           |
| 星期日及公眾假期 | 08:45-10:00 | 15           |
| 星期日及公眾假期 | 10:00-11:00 | 12           |
| 星期日及公眾假期 | 11:00-14:00 | 10           |
| 星期日及公眾假期 | 14:00-18:00 | 12           |
| 星期日及公眾假期 | 18:00-19:00 | 15           |
| 星期日及公眾假期 | 19:00-22:00 | 20           |
| 星期日及公眾假期 | 22:00-00:05 | 25           |

83K特別班次
- 黃泥頭開
  - 星期一至五：07:15、07:25

83K線特別班次星期六、日及公眾假期不設服務。
83S
| 黃泥頭開   | 黃泥頭開    | 黃泥頭開     | 沙田市中心開 | 沙田市中心開 | 沙田市中心開 |
| 日期       | 服務時間    | 班次（分鐘） | 日期         | 服務時間     | 班次（分鐘） |
| ---------- | ----------- | ------------ | ------------ | ------------ | ------------ |
| 星期一至五 | 06:45-07:45 | 12           | 星期一至五   | 07:05-07:35  | 15           |
| 星期一至五 | 07:45-08:00 | 15           | 星期一至五   | 07:35-09:55  | 20           |
| 星期一至五 | 08:00-10:00 | 20           | 星期一至五   | 10:20        | 10:20        |
| 星期一至五 | 16:30-17:10 | 20           | 星期一至五   | 16:50        | 16:50        |
| 星期一至五 | 17:10-17:55 | 22/23        | 星期一至五   | 17:10-17:55  | 22/23        |
| 星期一至五 | 17:55-19:10 | 25           | 星期一至五   | 17:55-19:10  | 25           |
| 星期一至五 | 19:30       | 19:30        | 星期一至五   | 19:10-19:50  | 20           |
| 星期六     | 06:45-07:30 | 22/23        | 星期六       | 07:05        | 07:05        |
| 星期六     | 07:30-10:00 | 25           | 星期六       | 07:25-10:20  | 25           |
| 星期六     | 16:30-19:30 | 30           | 星期六       | 16:50-19:50  | 30           |

83S線逢星期日及公眾假期不設服務。
83P
- 星期一至五：
  - 黃泥頭開：07:10、07:20

83P線逢星期六、日、學校假期及公眾假期不設服務。

## 收費
全程：$5.0
| - 本線設有12歲以下小童及65歲或以上長者半價優惠。 - 65歲或以上香港居民使用「樂悠咭」，以及12歲以下合資格殘疾兒童使用「殘疾人士身份」個人八達通繳付車資，均可享有每程$2.0或半價（以較低者為準）的票價優惠；12至64歲合資格殘疾人士使用「殘疾人士身份」個人八達通（包括「樂悠咭」），以及60至64歲香港居民使用「樂悠咭」繳付車資，均可享有每程$2.0或全費（以較低者為準）的票價優惠。 - 65歲或以上長者如使用長者或一般個人八達通繳付車資，則只可享有半價優惠；12至64歲合資格殘疾人士如不使用「殘疾人士身份」個人八達通，以及60至64歲人士如不使用「樂悠咭」繳付車資，必須繳付全費。 - 乘客可以現金或八達通於上車時付款，不設找續。 - 每位成人乘客可免費攜帶最多兩名4歲以下而不佔座位的兒童乘客乘車，超額之4歲以下小童必須繳付小童車費乘車。 - 持有「九巴月票」之乘客在車票有效期內，每日可享最多10程任何九龍巴士及龍運巴士路線（包括本路線，以及聯營路線的九龍巴士／龍運巴士提供的班次；惟乘搭機場「A」及「NA」線則可享原價二七折優惠（不會計算每天10次合資格車程））；而B1線則每日可享最多各2程（不會計算每天10次合資格車程）。 - 九龍巴士、城巴、龍運巴士及陽光巴士全職員工及家屬（不包括外判職員）可免費乘搭本路線，惟必須拍職員或職員家屬八達通。 - 乘客亦可透過多元化電子支付系統（e度嘟）繳付車資，包括使用非接觸式VISA卡、JCB卡、萬事達卡、銀聯卡、美國運通、大來國際、Discover Card、Apple Pay、Google Pay、Samsung Pay、AlipayHK「易乘碼」、支付寶、WeChatHK／微信支付「搭車碼」、銀聯雲閃付「乘車碼」及BOC Pay「乘車碼」。乘客使用此付款方式，使用此支付方式的乘客可享有中途下車之分段收費，以及與其他九巴／龍運獨營路線或聯營線九巴／龍運班次之轉乘優惠，惟不適用於與非九巴／龍運路線之轉乘優惠，亦不能享有「公共交通費用補貼計劃」及「長者及合資格殘疾人士公共交通票價優惠計劃」。 |

### 八達通巴士轉乘計劃
乘客登上本線後150分鐘內以同一張八達通卡轉乘以下路線，或從以下路線登車後150分鐘內以同一張八達通卡轉乘本線，次程可獲車資折扣優惠：
83K/S←→299X，次程可獲$4.2折扣優惠
- 83K/S往沙田市中心 → 299X往西貢
- 299X往沙田市中心 → 83K/S往黃泥頭

83K往沙田市中心 → 85A往九龍城碼頭，次程可獲$4.2折扣優惠

## 使用車輛
本線使用6輛亞歷山大丹尼士(ATENU）12米空調巴士，均屬沙田車廠。
83S則由49X、80、81及281A線抽調車輛行走。
| 車隊編號 | 車牌   |
| -------- | ------ |
| ATENU342 | TA8194 |
| ATENU399 | TC9144 |
| ATENU433 | TE8077 |
| ATENU610 | TN1064 |
| ATENU612 | TN1610 |
| ATENU628 | TN6001 |

## 行車路線
83K
經：小瀝源路、廣善街、牛皮沙街、插桅桿街、安明街、小瀝源路、大涌橋路、火炭路、源禾路、沙田鄉事會路、沙田市中心巴士總站、沙田正街、橫壆街、源禾路、火炭路、大涌橋路、小瀝源路、插桅桿街、牛皮沙街、廣善街、小瀝源路。
特別班次不經斜體字的街道，改經有粗體字的街道。
83S
黃泥頭開經：小瀝源路、廣善街、牛皮沙街、沙田圍路及沙田鄉事會路。
沙田市中心開經：沙田正街、橫壆街、源禾路、沙田鄉事會路、沙田圍路、牛皮沙街、廣善街及小瀝源路。
83P
經：小瀝源路、廣善街、牛皮沙街、沙田圍路、沙田鄉事會路、源禾路、禾輋街及豐順街。

### 沿線車站

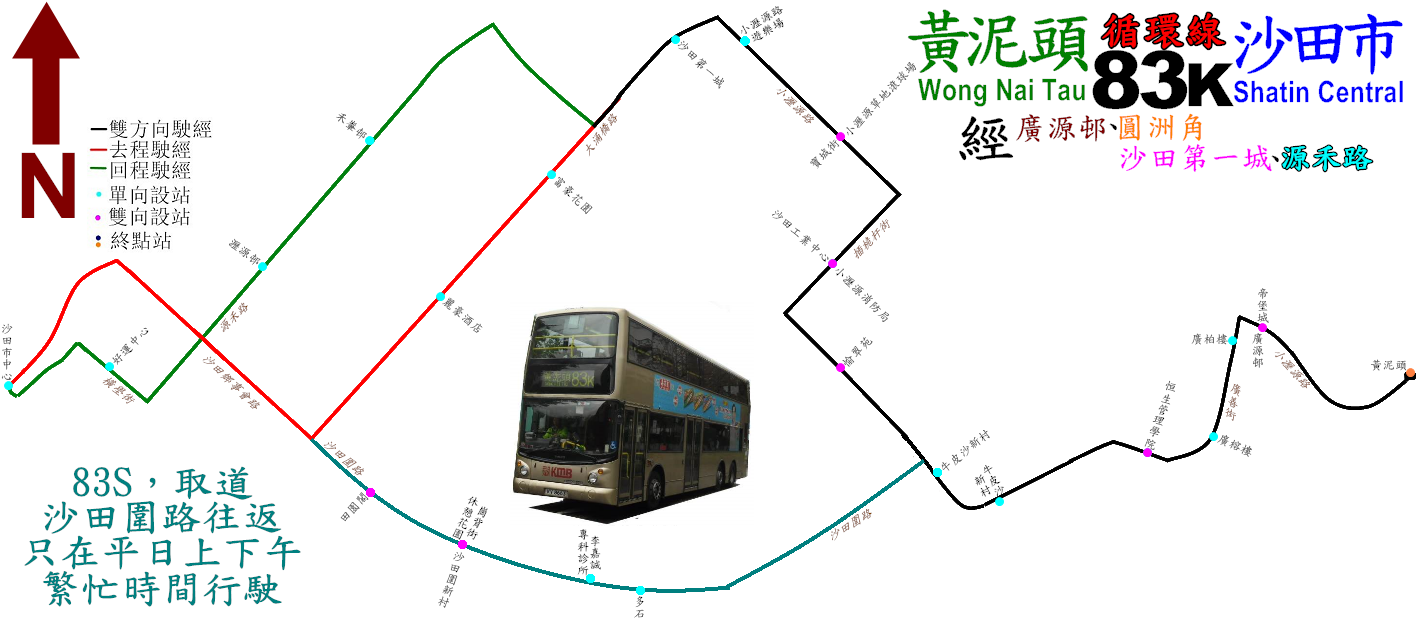
本線及83S線的走線圖，當中藍綠色表示只有83S才會駛經

83K
| 黃泥頭開 | 黃泥頭開           | 黃泥頭開             |
| 序號     | 車站名稱           | 位置                 |
| -------- | ------------------ | -------------------- |
| 1        | 黃泥頭巴士總站     | 黃泥頭公共運輸交匯處 |
| 2        | 廣源邨             | 小瀝源路             |
| 3        | 廣源邨廣榕樓       | 廣善街               |
| 4        | 香港恒生大學       | 廣善街               |
| 5        | 牛皮沙新村         | 牛皮沙街             |
| 6        | 愉翠苑             | 牛皮沙街             |
| 7        | 沙田工業中心       | 插桅杆街             |
| #        | 碩門邨巴士總站     | 碩門邨巴士總站       |
| 8#       | 第一城寶城街       | 小瀝源路             |
| 9#       | 沙田第一城         | 大涌橋路             |
| 10       | 富豪花園           | 大涌橋路             |
| 11       | 麗豪酒店           | 大涌橋路             |
| #        | 禾輋邨             | 源禾路               |
| #        | 瀝源邨             | 源禾路               |
| 12#      | 沙田市中心巴士總站 | 沙田市中心巴士總站   |
| 13       | 好運中心           | 橫壆街               |
| 14       | 瀝源邨             | 源禾路               |
| 15       | 禾輋邨             | 源禾路               |
| 16       | 小瀝源路草地滾球場 | 小瀝源路             |
| 17       | 小瀝源路遊樂場     | 小瀝源路             |
| 18       | 小瀝源消防局       | 插桅杆街             |
| 19       | 愉翠苑             | 牛皮沙街             |
| 20       | 牛皮沙新村         | 牛皮沙街             |
| 21       | 香港恒生大學       | 廣善街               |
| 22       | 廣源邨廣柏樓       | 廣善街               |
| 23       | 帝堡城             | 小瀝源路             |
| 24       | 黃泥頭巴士總站     | 黃泥頭公共運輸交匯處 |

特別班次只停靠有 # 號之車站。
83S/P
| 黃泥頭開 | 黃泥頭開           | 黃泥頭開             | 沙田市中心開 | 沙田市中心開       | 沙田市中心開         |
| 序號     | 車站名稱           | 位置                 | 序號         | 車站名稱           | 位置                 |
| -------- | ------------------ | -------------------- | ------------ | ------------------ | -------------------- |
| 1        | 黃泥頭巴士總站     | 黃泥頭公共運輸交匯處 | 1            | 沙田市中心巴士總站 | 沙田市中心巴士總站   |
| 2        | 廣源邨             | 小瀝源路             | 2            | 好運中心           | 橫壆街               |
| 3        | 廣源邨廣榕樓       | 廣善街               | 3            | 田園閣             | 沙田圍路             |
| 4        | 香港恒生大學       | 廣善街               | 4            | 崗背街休憩花園     | 沙田圍路             |
| 5        | 牛皮沙新村         | 牛皮沙街             | 5            | 李嘉誠專科診所     | 沙田圍路             |
| 6        | 多石               | 沙田圍路             | 6            | 牛皮沙新村         | 牛皮沙街             |
| 7        | 沙田圍新村         | 沙田圍路             | 7            | 香港恒生大學       | 廣善街               |
| 8        | 田園閣             | 沙田圍路             | 8            | 廣源邨廣柏樓       | 廣善街               |
| 9*       | 沙田市中心巴士總站 | 沙田市中心巴士總站   | 9            | 帝堡城             | 小瀝源路             |
| ^        | 瀝源邨             | 源禾路               | 10           | 黃泥頭巴士總站     | 黃泥頭公共運輸交匯處 |
| ^        | 瀝源邨壽全樓       | 禾輋街               |              |                    |                      |
| ^        | 豐和邨             | 豐順街               |              |                    |                      |
| ^        | 禾輋巴士總站       |                      |              |                    |                      |

1. 83P線不停有 * 號之車站，改停有 ^ 號之車站，且注意83P並不提供由沙田市中心總站開出之班次。

## 軼聞
在繁忙時間，許多香港恒生大學學生通過這路線往來，路線被視為大學的校車。

## 外部連結
- 九巴83K線官方網站路線資料 （页面存档备份，存于）
- 九巴83S線官方網站路線資料 （页面存档备份，存于）
- 九巴83K、83S線詳細時間表 （页面存档备份，存于）
- i-busnet.com－九巴83K號路線KMB Rt. 83K （页面存档备份，存于）
- i-busnet.com－九巴83S號路線KMB Rt. 83S （页面存档备份，存于）